# 1757 год в науке
В 1757 году произошли различные научные и технологические события, некоторые из которых представлены ниже.

## События
- Леонард Эйлер в работе «О нагрузке колонн» впервые в истории получил формулу для определения критической нагрузки при сжатии упругого стержня, положив начало теории устойчивости упругих систем[1].

## Родились
- 11 июня — Иоганн Бехштейн, немецкий орнитолог, зоолог, ботаник.
- 22 июня — Джордж Ванкувер, английский мореплаватель и исследователь.
- 9 августа — Томас Телфорд, шотландский инженер-строитель, архитектор, мастер каменных работ и поэт, известный в первую очередь своими проектами мостов, дорог, каналов и акведуков.

## Скончались
- 9 января — Бернар Ле Бовье де Фонтенель, французский учёный, автор «Рассуждения о множественности миров».
- 17 октября — Рене Антуан Реомюр, французский естествоиспытатель, член Парижской АН, иностранный почётный член Петербургской АН.
- 5 декабря — Иоганн Эрнст Гебенштрейт (род. 1703), немецкий врач и анатом; доктор медицины, профессор Лейпцигского университета, член Леопольдины[2].
- Дэвид Гартли, английский мыслитель, один из основоположников психологической теории, которая известна как ассоцианизм[3].